# Huella andina
Huella andina fue un documental que muestra todos los senderos de la Huella Andina de la Patagonia, junto con la ayuda de los pobladores. Debutó el día domingo 6 de septiembre de 2015 por la cadena Canal 9 de Argentina. Se emitió los días domingos de 13:00 a 13:30. Fue conducido por Romina Gaetani.

## Audiencia
| #1  | Domingo | 6 de septiembre de 2015  | 2.6 |  |  |  |
| #2  | Domingo | 13 de septiembre de 2015 | 2.2 |  |  |  |
| #3  | Domingo | 20 de septiembre de 2015 | 2.8 |  |  |  |
| #4  | Domingo | 27 de septiembre de 2015 | 2.6 |  |  |  |
| #5  | Domingo | 4 de octubre de 2015     | 1.5 |  |  |  |
| #6  | Domingo | 11 de octubre de 2015    | 2.4 |  |  |  |
| #7  | Domingo | 18 de octubre de 2016    | 0.8 |  |  |  |
| #8  | Domingo | 25 de octubre de 2015    | 1.4 |  |  |  |
| #9  | Domingo | 1 de noviembre de 2015   | 2.4 |  |  |  |
| #10 | Domingo | 8 de noviembre de 2015   | 2.9 |  |  |  |
| #11 | Domingo | 15 de noviembre de 2015  | 2.1 |  |  |  |
| #12 | Domingo | 22 de noviembre de 2015  | 1.4 |  |  |  |